# M. J. M. Phatty
M. J. M. „Babung“ Phatty ist Politiker im westafrikanischen Staat Gambia.
| Parlamentswahl | Stimmen | Stimmanteil |
| -------------- | ------- | ----------- |
| 1992           | 3338    | 42,23 %     |

Bei den Parlamentswahlen 1992 trat Phatty als Kandidat der Gambian People’s Party (GPP) im Wahlkreis Upper Fulladu West zur Wahl an. Er gewann den Wahlkreis vor Kebba K. Jawara (PPP) und Mawdo Suso (NCP). Er wurde Vertreter des Wahlkreises im Parlament. Bei den folgenden Parlamentswahlen 1997 trat Phatty nicht an.
M. J. M. Phatty war einer der wenigen Politiker der Gambian People’s Party, die einen Sitz im Repräsentantenhaus gewonnen hatten. Nach dem Putsch von 1994 war Phatty nicht mehr politisch aktiv.